# 朱斯瓦拉
朱斯瓦拉（義大利語：Giusvalla），是意大利萨沃纳省的一个市镇。总面积19.13平方公里，人口465人，人口密度24.3人/平方公里（2009年）。ISTAT代码为009032。